# Mitsubishi G4M
Pour les articles homonymes, voir Betty.
Le Mitsubishi G4M (ou « Avion d'assaut basé à terre Type 1 ») 一式陸上攻撃機, 一式陸攻 Isshiki rikujō kōgeki ki, Isshikirikkō, fut le bombardier léger bimoteur le plus utilisé par l’aéronavale japonaise  (Service aérien de la Marine impériale japonaise) durant la Seconde Guerre mondiale. Les Alliés lui attribuèrent la désignation Betty.

## Conception et développement
Le G4M fut le bombardier japonais le plus construit. Il fut en production de 1939 à 1945 et servit tout au long de la guerre, jusqu'au dernier jour. Le G4M a été conçu pour bénéficier d’un grand rayon d’action ainsi qu'une grande vitesse au moment de son introduction. Par conséquent, l'économie de poids qui a marqué la conception, avec des choix tels que l'absence de réservoirs de carburant blindés auto-obturants lui a valu, de la part des pilotes de combat alliés, des sobriquets moqueurs tels que le « zippo volant » ou encore le « cigare volant », en raison de sa tendance à exploser ou à prendre feu en cas de légers dommages aux réservoirs de carburant des ailes après avoir été touché par un tir de mitrailleuse aérienne ou un tir antiaérien au sol. De même, les pilotes de la marine impériale japonaise ont désespérément appelé le G4M le « briquet type un », le « briquet volant » ou encore « hamaki » (« cigare »). Cela était en partie dû au fait qu'à de nombreuses occasions, le G4M était utilisé pour des attaques à la torpille à basse altitude sur des navires au cours desquels leurs avantages de performance étaient annulés. Le G4M a été fréquemment abattu par des tirs d'artillerie anti-aérienne, et même par des armes légères. Sa taille relativement grande en faisait une cible d'artillerie facile, et la trajectoire d'approche prévisible requise pour une course de torpilles permettait une interception généralement aisée pour les chasseurs alliés.
Lorsqu'il était utilisé pour des bombardements de moyenne à haute altitude contre des cibles terrestres fixes comme des dépôts d'approvisionnement, des ports maritimes ou des aérodromes, il était beaucoup plus difficile de l'intercepter. Grâce à son rayon d'action et sa grande vitesse, le G4M pouvait surgir de n'importe quelle direction et pouvait alors disparaître avant que les défenseurs ne l'interceptent. Il possédait un canon de 20 mm dans sa tourelle de queue, ce qui était un armement beaucoup plus lourd que celui généralement porté par les bombardiers. Ce dernier rendait les attaques aériennes par l'arrière assez dangereuses pour les avions alliés. Parfois, en supposant qu'ils n'aient pas pris feu après avoir été touchés dans les ailes par la DCA ou par des tirs de chasseurs ennemis, les G4M ont également pu rester en l'air bien qu'ils aient été gravement endommagés. Par exemple, après l'attaque du 751 Kōkūtai (groupe aérien) sur l'USS Chicago (CA-29) pendant la Bataille de l'île de Rennell, trois des quatre avions survivants (des onze d'origine) sont revenus à leur base sur un seul moteur en état de marche.

### Production
- G4M1 modèle 11 : 1 172 exemplaires (prototypes inclus)
- G4M2 modèles 22, 22 Ko et 22 Otsu : 429 exemplaires
- G4M2a, modèles 24, 24 Ko, 24 Otsu, 24 Hei, et 24 Tei : 713 exemplaires
- G4M3 modèles 34 Ko, 34 Otsu, et 34 Hei : 91 exemplaires
- G6M1 : 30 exemplaires
- Nombres d'appareils produits toutes versions confondues : 2 435 exemplaires

## Engagements et comportement en service

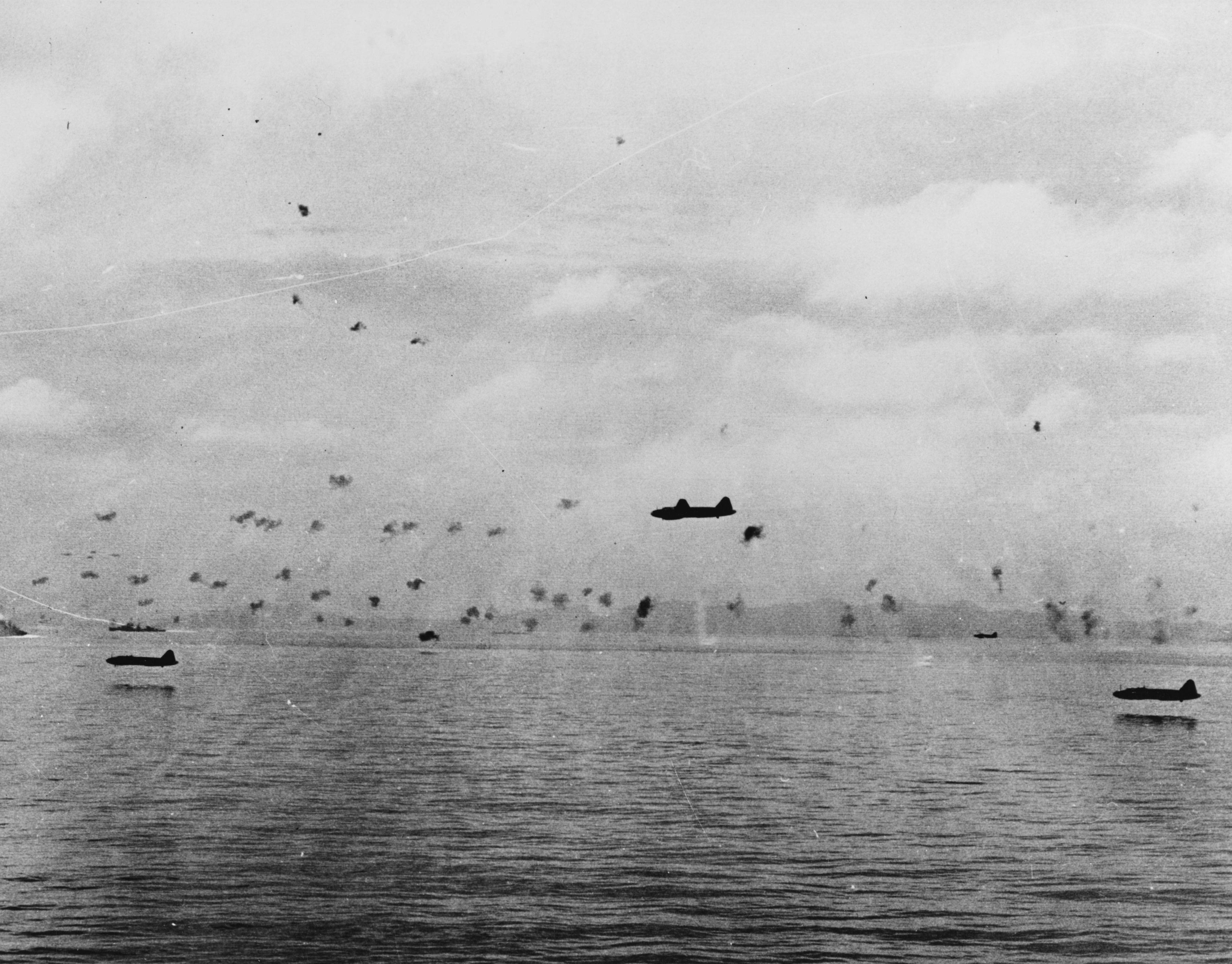
Les aviateurs de la Marine impériale japonaise intensifient leurs attaques (à la torpille) contre les navires de transport américains au large de Guadalcanal le 8 août 1942, subissant de lourdes pertes. L'avion de gauche qui vole extrêmement bas (environ cinq mètres ; tout comme celui de droite) était piloté par Jun Takahashi, qui était encore en vie en 2016. L'avion vu au centre de la photo vole délibérément haut pour faire diversion.

Le G4M avait des performances et des missions similaires à celles d'autres bombardiers bimoteurs contemporains tels que le Heinkel He 111 allemand et le B-25 Mitchell nord-américain. Ceux-ci étaient tous couramment utilisés dans les rôles antinavires. Le modèle 11 du G4M a joué un rôle important dans les attaques contre les navires alliés entre 1941 et le début de 1944, mais il est devenu ensuite une proie de plus en plus facile pour les chasseurs alliés.
Il fut utilisé pour la première fois en combat le 13 septembre 1940 en Chine continentale, lorsque 27 «Bettys» et un Mitsubishi C5M du 1er Rengo Kōkūtai (une force mixte comprenant des éléments du Kanoya et du Kizarazu Kōkūtai) quittèrent Taipei, Omura et Jeju pour attaquer Hankou. Les bombardiers et l'avion de reconnaissance ont été escortés par 13 A6M Zeros de la douzième Kōkūtai dirigée par le lieutenant de l'IJN, Saburo Shindo. Une opération similaire a eu lieu en mai 1941. En décembre 1941, 107 G4M basés sur Formose du 1er Kōkūtai et Kanoya Kōkūtai appartenant au 21e Koku Sentai (flottille aérienne) ont traversé le détroit de Luçon pour bombarder les Philippines; Ce fut le début des invasions japonaises dans le théâtre du Pacifique Sud.
Les aviateurs du Service aérien de la Marine impériale japonaise ont intensifié leur attaque contre les navires américains au large de Guadalcanal le 8 août 1942, subissant de lourdes pertes.
L'utilisation la plus notable du G4M comme bombardier torpille fut le naufrage du Prince of Wales et du Repulse le 10 décembre 1941 sur la côte est de la Malaisie. Les G4M attaquèrent avec des bombardiers Mitsubishi G3M "Nell" plus anciens, qui effectuèrent des bombardements de haut niveau. Le Prince of Wales et le Repulse ont été les deux premiers navires capitaux à être coulés exclusivement par des attaques aériennes pendant une guerre, alors qu'ils naviguaient dans les eaux libres. Les équipages de bombardiers appartenaient au Kanoya Air Group de Kanoya Kōkūtai (751 Ku), au Genzan Air Group de Genzan Kōkūtai (753 Ku) et au Mihoro Air Group de Mihoro Kōkūtai (701 Ku), entraînés aux attaques de torpilles à basse altitude - à moins de 10 mètres (30 pieds) - et à la navigation longue distance au-dessus de l'océan, afin qu'ils puissent attaquer des cibles navales se déplaçant rapidement en mer. Neuf G4M ont participé au bombardement à longue distance de Katherine, dans le Territoire du Nord australien, le 22 mars 1942; réalisant par là même l'attaque intérieure la plus profonde sur le territoire australien pendant la guerre, à plus de 200 miles - environ 322 km - de la côte. Les G4M ont par la suite fait de nombreuses attaques contre des navires alliés et ont également attaqué des cibles terrestres pendant la campagne de Guadalcanal.
Le 8 août 1942, au cours de la deuxième journée des débarquements marins américains à Guadalcanal, 23 G4M1 du Service aérien de la Marine impériale japonaise portant des torpilles ont attaqué des navires américains à la pointe Lunga. 18 des G4M1 ont été abattus par des canons antiaériens lourds et des chasseurs F4F. Au total, 18 équipages japonais - environ 120 aviateurs - ont été perdus début août 1942. Plus de 100 G4M1 et leurs pilotes et équipages ont été perdus lors des nombreuses batailles de Guadalcanal (août à octobre). 1942). Au cours des deux jours de la bataille de l'île Rennell, les 29 et 30 janvier 1943, 10 G4M1 sur 43 ont été abattus lors d'attaques de torpilles nocturnes, tous par des tirs antiaériens de la marine américaine. Environ 70 aviateurs japonais, dont le capitaine de corvette Higai, ont été tués au cours de cette bataille.

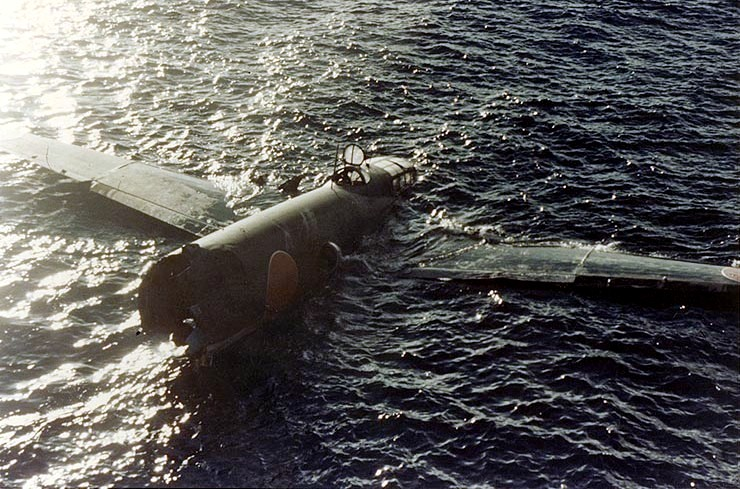
Carcasse de G4M1 à Tulagi le 8 août 1942.

L'incident le plus connu impliquant un G4M pendant la guerre est certainement l'attaque ayant entraîné la mort de l'amiral Yamamoto. Le 18 avril 1943, seize P-38 Lightning du 339e escadron de chasse du 347e groupe de chasse de la treizième force aérienne interceptèrent le G4M T1-323. L'amiral périt dans le crash et les Japonais perdirent un de leurs plus grands stratèges.
Le modèle 11 du G4M a été remplacé par les modèles 22, 22a / b, 24a / b, 25, 26 et 27 à partir de juin 1943, en Nouvelle-Guinée, dans les îles Salomon dans le Pacifique Sud, pour la défense des îles Mariannes et enfin à Okinawa. Ce modèle portait la bombe volante Yokosuka MXY7 Ohka, modèle 11, à partir du 21 mars 1945, avec des résultats désastreux en raison de la forte opposition des chasseurs alliés.

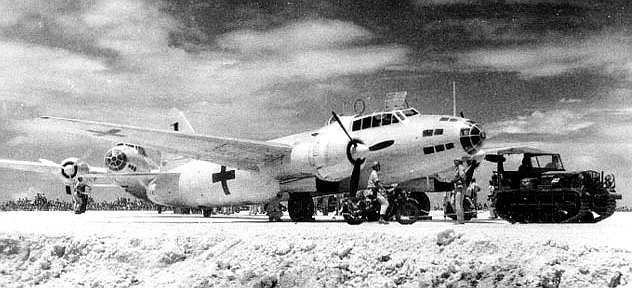
Les deux G4M démilitarisés Bataan 1 et 2 après leur atterrissage à le-jima. Les croix vertes sont bien visibles.

Après la perte d'Okinawa, les G4M constituaient l'arme principale de la force de bombardement navale terrestre japonaise. Il se composait de 20 Kōkūtai à la fin de la guerre. Cela comprenait le groupe d'essai aérien, qui a été équipé en 1944-45 avec la dernière version G4M3 modèles 34 et 36, mais ceux-ci sont arrivés trop tard pour influer sur le cours de la guerre.
De novembre 1944 à janvier 1945, le G4M était l'un des principaux types d'avions utilisés dans les attaques aériennes japonaises sur les îles Mariannes, et des plans pour utiliser des G4M convertis en commandos terrestres sur les îles ont été développés, puis annulés seulement à la fin de la guerre.
Dans le cadre des modalités techniques d'exécution de la reddition du Japon, deux G4M démilitarisés, avec les indicatifs d'appel Bataan 1 et Bataan 2, se sont envolés vers Ie-jima, transportant la première délégation japonaise sur la première partie de leur vol vers Manille. Les G4M étaient peints en blanc avec des croix vertes et étaient escortés par des chasseurs américains Lockheed P-38 Lightning.
Le successeur prévu du G4M était le Yokosuka P1Y Ginga, bien que, en raison de problèmes de production, le changement ne fut commencé que lorsque la guerre fut terminée.

## Variantes

### G4M1
Prototypes de G4M1
    (Bombardier d'attaque Mitsubishi Navy Type 1) / (attaquant terrestre Mitsubishi Navy 12-Shi). Deux prototypes construits.
G4M1 Modèle 11
    (Mitsubishi Navy Type 1 Attack Bomber Modèle 11). Le premier modèle de série de bombardiers, avec des moteurs Mitsubishi MK4A «Kasei» modèle 11 de 1 140 kW (1 530 ch), entraînant des hélices à trois pales.
Les modifications suivantes ont été faites pendant la production :
- Mars 1942 : le premier avion (241ème exemple de production) équipé de [[Mitsubishi Kasei|Mitsubishi MK4E "Kasei" Modèle 15]] des moteurs plus gros avec des sur-alimentateurs pour de meilleures performances de haute altitude standardisés en août 1942 à partir du 406ème appareil. Ces avions à moteur MK4E ont souvent été dénommés "G4M1 Model 12".
- Été 1942 : introduction des filières à hélice
- Mars 1943 : à partir de la 663e Machine, feuilles en caoutchouc de 30 mm installées sous les surfaces extérieures des ailes pour protéger le dessous du réservoir (vitesse réduite de 9 km/h et de 315 km), des plaques de blindage de 5 mm ajoutées au compartiment du mitrailleur de queue.
- Printemps 1943 : la moitié extérieure du cône de queue est découpée afin d'améliorer le champ de tir du mitrailleur de queue.
- Août 1943 : un cône de queue entièrement repensé, avec un encadrement réduit et une large découpe en forme de V; cette forme de cône de queue a également été utilisé dans tous les modèles G4M2.
- Septembre 1943 : piles d'échappement individuelles à partir de la 954e cellule

La production du G4M1 a pris fin en janvier 1944.

### G4M2

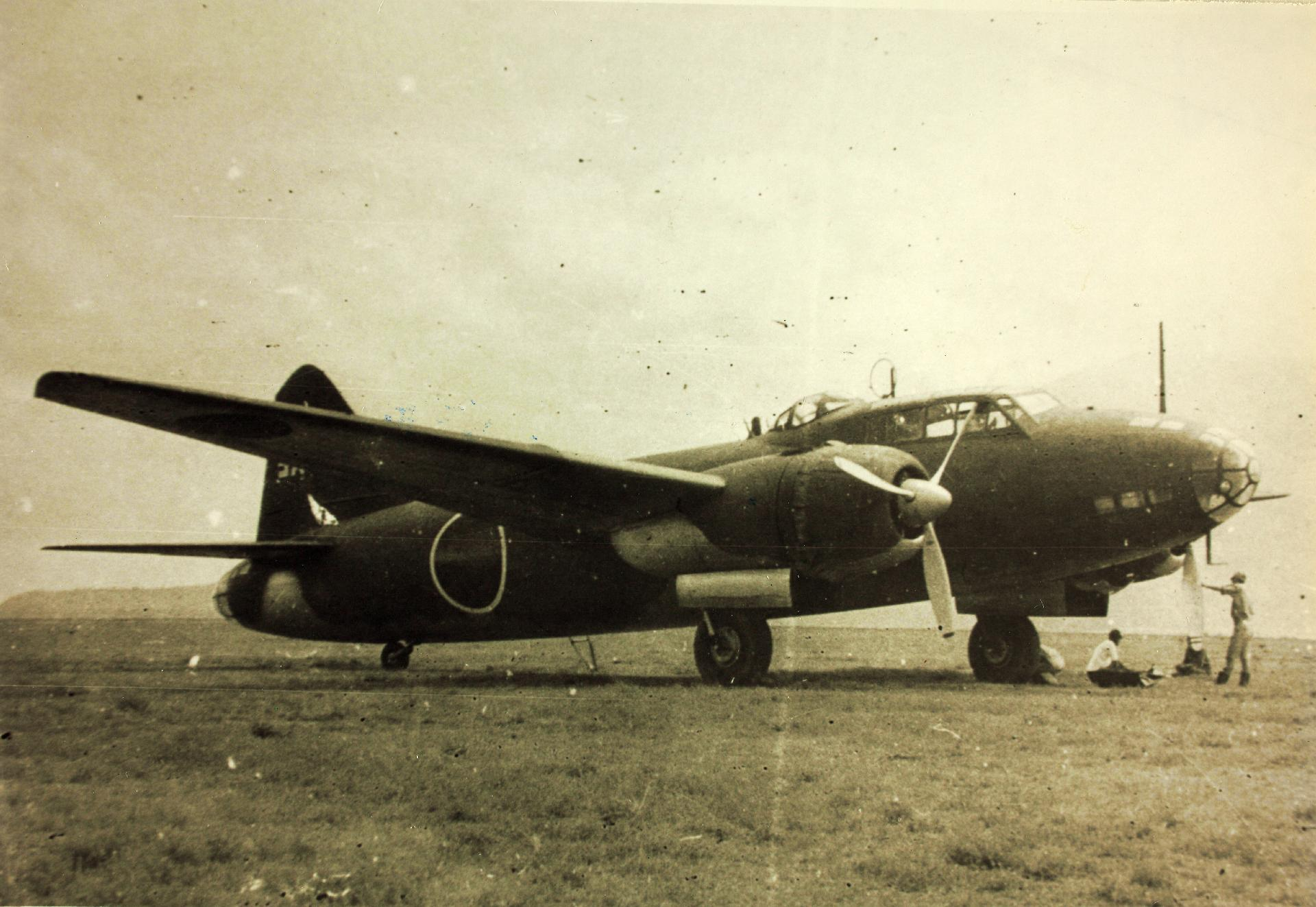
Un G4M2 au sol.

Le premier des quatre prototypes G4M2 a volé en décembre 1942 (Mitsubishi Navy Type 1 Attack Bomber Modèle 22). Il différait du modèle précédent car il possédait des moteurs Mitsubishi MK4P "Kasei" modèle 21 avec des hélices électriques à quatre pales VDM capables de fonctionner à plein régime, des ailes principales redessinées avec profil aérodynamique LB à écoulement laminaire et une aile élargie, qui a amélioré le plafond opérationnel à 8 950 m et la vitesse maximale à 437 km/h. Les réservoirs de carburant de l'aile principale ont été élargis à 6 490 l, ce qui augmenta la portée à 6 000 km (surchargés). Une tourelle dorsale électrique équipée d'un canon type 99 de 20 mm a été introduite à la place de la position dorsale du G4M1 qui, à la base, était équipée d'une mitrailleuse de type 92 de 0,7 mm. Au total, l'avion compte deux canons de 20 mm type 99 (une tourelle arrière et une tourelle supérieure) et quatre mitrailleuses de type 7,7 mm (une dans le nez, deux latérales et une dans le cockpit). Les différences externes comprenaient également une augmentation du glaçage du nez ainsi que des extrémités arrondies des ailes et des surfaces de la queue. Ces améliorations majeures ont également permis au G4M2 de transporter des bombes plus puissantes : une torpille Type 91 Kai-7 Navy (en) de 1 055 kg, une bombe de 800 kg, deux bombes de 500 kg ou une bombe Type 3 No. 31 de 800 kg et douze bombes de 60 kg. Le G4M2entra en service à la mi-1943.
G4M2 Model 22
    (Mitsubishi Navy Type 1 Attack Bomber Model 22) Modèle de base, premier exemplaire de production achevé en juillet 1943. Introduction d'une porte bombée pour la soute à bombes à partir du 65e et un panneau optiquement plat dans le cône du nez à partir du 105e.
G4M2 Model 22Ko
    (Mitsubishi Navy Type 1 Attack Bomber Model 22 Ko) Très similaire au modèle précédent. Porteur du radar de recherche Ku Mark 6 de type 3 et armé de canons de type 99 Model 1 de 20 mm remplaçant les mitrailleuses type 92 de calibre 7,7 mm dans les positions latérales.
G4M2 Model 22 Otsu
    (Mitsubishi Navy Type 1 Attack Bomber Model 22 Otsu) Le canon dorsal de la mitrailleuse dorsale a été remplacé par un canon long Type 99 Modèle 2.
G4M2a Model 24
    (Mitsubishi Navy Type 1 Attack Bomber Model 24) Modèle 22 modifié, équipé de moteurs Mitsubishi MK4T Kasei 25 de 1 340 kW, avec un standard de portes bombées pour les soutes à bombes pour une plus grande capacité d'emport. Extérieurement distinguable du modèle 22 par une prise d'air de carburateur sur le dessus du capot moteur.
G4M2a Model 24 Ko
    (Mitsubishi Navy Type 1 Attack Bomber Model 24 Ko) Similaire au modèle 22 Ko.
G4M2a Model 24 Otsu
    (Mitsubishi Navy Type 1 Attack Bomber Model 24 Otsu) Armement semblable au modèle 22 Otsu.
G4M2a Model 24 Hei
    (Mitsubishi Navy Type 1 Attack Bomber Model 24 Hei) Modèle 24 Otsu modifié, avec une mitrailleuse 13,2 mm type 2 monté dans la pointe du cône de nez. L'antenne radar est déplacée de cette position vers le dessus du nez.
G4M2b Model 25
    (Mitsubishi Navy Type 1 Attack Bomber Model 25) G4M2a modifié, équipé de moteurs  Mitsubishi MK4T-B Kasei 25 Otsu 1 360 kW. Seulement expérimental.
G4M2c Model 26

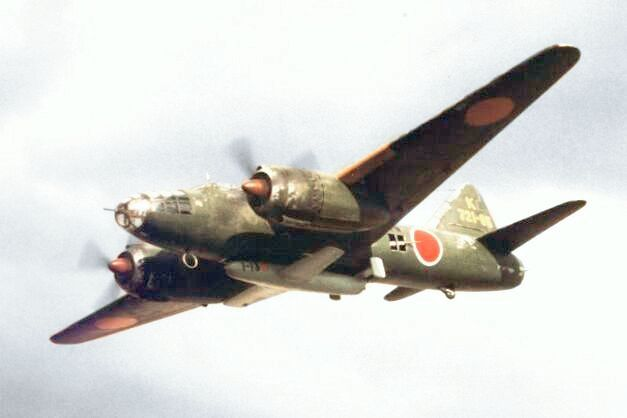
G4M2 transportant un avion-fusée Ohka (photo d'un modèle réduit en pastique).

    (Mitsubishi Marine Type 1 Attack Bomber Model 26) deux G4M2as modifié, équipé de moteurs Mitsubishi MK4T-B Ru Kasei 25b 1 360 kW (moteurs avec turbocompresseurs).
G4M2d Model 27
    (Mitsubishi Navy Type 1 Attack Bomber Model 27) un G4M2 modifié, équipé de moteurs Mitsubishi MK4V Kasei 27 de 1 340 kW (1 800 ch).
G4M2e Model 24 Tei
    (Mitsubishi Marine Type 1 Attack Bomber Model Tei) version spéciale pour le transport de l'avion bombe d'attaque Yokosuka MXY-7 Ohka Modèle 11, conversion de G4M2a Modèle 24 Otsu et 24 Hei. Ce modèle présentait une meilleure protection d'armure pour les pilotes et les réservoirs de carburant de fuselage.
MXY11 (Yokosuka Navy Type 1 attaquant au sol bombardier leurre)
    Réplique non-volante, leurre au sol de Mitsubishi G4M2 développé par Yokosuka

### G4M3
G4M3 Modèle 34
    (Mitsubishi Navy Type 1 Attack Bomber Model 34 Tei) G4M2 redessiné avec des réservoirs de carburant auto-scellants, une protection améliorée et un compartiment de tireur de queue entièrement nouveau, ressemblant à celui des derniers modèles B-26 Marauder. Les ailes ont également été repensées et l'empennage horizontal a reçu un dièdre. Armé de deux mitrailleuses de type 92 de calibre 7,7 mm dans la cabine avant et dans les deux positions latérales, et d'un canon de 20 mm type 99 dans la tourelle dorsale et la queue. Entré en production en octobre 1944 en G4M3a Modèle 34 Ko avec des canons de 20 mm type 99 en position latérale à la place des mitrailleuses.
G4M3a Model 34 Hei
    (Mitsubishi Navy Type 1 Attack Bomber Model 34 Hei) modifications similaires à celles des variantes correspondantes du Modèle 24.
G4M3a Model 34 Otsu
    (Mitsubishi Navy Type 1 Attack Bomber Model 34 Otsu) modifications similaires à celles des variantes correspondantes du Modèle 24.
G4M3 Model 36
    (Prototype Mitsubishi Navy Type 1 Attack Bomber Model 36). Deux modèles G4M2 34 modifiés aux moteurs Mitsubishi MK4-T Kasei 25b Ru de 1 360 kW (1 820 ch).
G6M1
    (Mitsubishi Navy Type 1) modèle initial de la série, armé de trois canons type 99 de 20 mm (deux dans une blister ventral, un dans la queue) et une machine type 92 de 0,7 mm (0,303 in) arme à feu dans le nez; 30 construit.
G6M1-K
    (Mitsubishi Navy Type 1 large land trainer) convertis à partir de G6M1s.
G6M1-L2
    (Transport Mitsubishi Navy Type 1) G6M1s modifiés comme transports.

## Opérateurs
Pendant la guerre
 Japon
Le Service aérien de la Marine impériale japonaise utilisa l'appareil dans de multiples déclinaisons de la fin de 1941 à 1945. On estime jusqu'à 37 Kōkūtai (groupes de combat).
 Mandchoukouo
Force aérienne impériale du Mandchoukouo reçu de la part du Japon une trentaine de bombardiers au mois d'avril 1942.
Après la guerre
 Indonésie
Armée de l'air indonésienne
 Chine
Force aérienne chinoise
 Royaume-Uni

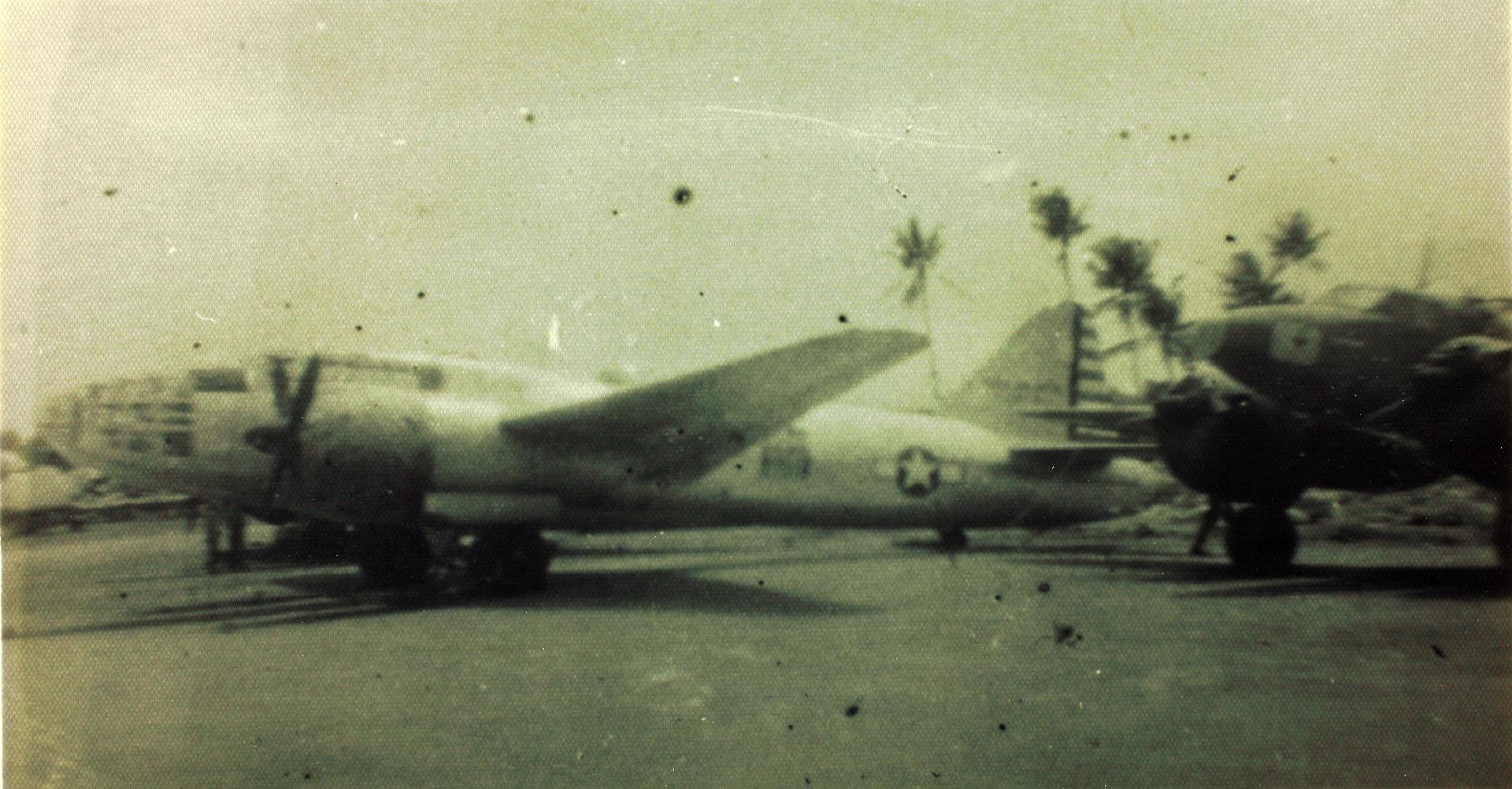
Un G4M capturé par l'USSAF.

La Royal Air Force a exploité au moins un aéronef capturé à des fins d'évaluation.
 États-Unis d'Amérique
À l'instar de la RAF, l'US Air Force a évalué au moins un appareil capturé.

## Appareils survivants
Il n'y a plus de G4M intact ou pouvant voler. Plusieurs épaves restent éparpillées en Asie du Sud-Est et sur les îles du Pacifique, bien que l'on ne connaisse qu'un seul avion complet. Cet exemplaire est un G4M1 modèle 11, construit à l'usine Nagoya no 3 le 16 avril 1942, le numéro 370, qui avait probablement atterri avant la mi-1944, et qui a été récupéré à Babo Airfield en Indonésie, en 1991. L'épave est exposée dans un diorama au Planes of Fame Museum en Californie, le plus grand musée d'avions au monde. Plusieurs lieux exposent des morceaux de G4M, notamment le musée automobile de Kawaguchiko dans la préfecture de Yamanashi au Japon qui expose fuselage restauré d'un G4M2.

## Culture populaire
Le G4M1 est présent dans le jeu vidéo War Thunder. Classé comme Bombardier/Bombardier moyen/Bombardier-Torpilleur, l'avion est disponible en début de tiers II de l'arbre japonais.
Il est également pilotable dans le jeu vidéo Heroes of the Pacific.
On le retrouve aussi dans le jeu vidéo Battlestations: Pacific.